# Casses en tous genres
Pour plus de détails, voir Fiche technique et Distribution.
Casses en tous genres (Safe Men) est un film américain écrit et réalisé par John Hamburg, sorti en 1998.

## Synopsis
Deux artistes ratés se font involontairement enrôler en tant que pilleurs de coffres professionnels par un mafieux local. Tandis qu'ils essayent de cacher leur incompétence, l'un d'eux tombe amoureux de la fille d'un "client" qu'ils sont censés cambrioler.

## Fiche technique
- Titre français : Casses en tous genres
- Titre original : Safe Men
- Réalisation : John Hamburg
- Scénario : John Hamburg
- Musique : Theodore Shapiro
- Photographie : Michael Barrett
- Montage : Suzanne Pillsbury & M. Scott Smith
- Production : Ellen Bronfman, Jeffrey Clifford, Jonathan Cohen & Andrew Hauptman
- Sociétés de production : Andell Entertainment & Blue Guitar Films
- Société de distribution : October Films
- Pays d'origine :  États-Unis
- Langue : Anglais
- Format : Couleur - Dolby Digital - 35 mm - 1.85:1
- Genre : comédie
- Durée : 88 minutes
- Date de sortie : 1998

## Distribution
- Sam Rockwell (VF : Damien Boisseau) : Sam
- Steve Zahn (VF : David Kruger) : Eddie
- Michael Lerner (VF : Claude Brosset) : "Bloc de graisse" Bernie Gayle
- Paul Giamatti (VF : Jean-François Vlérick) : Sacha dit "l'escalope"
- Christina Kirk : Hannah
- Harvey Fierstein (VF : Pascal Renwick) : Leo "la bonne came"
- Mark Ruffalo (VF : Thierry Wermuth) : Frank
- Josh Pais (VF : Mathias Kozlowski) : Mitchell
- Michael Schmidt (VF : Hervé Grull) : Bernie Gayle Jr.
- Michael Showalter (VF : Philippe Dumond) : Larry
- Peter Dinklage (VF : Thierry Mercier) : Leflore
- Adam Moreno (VF : Bruno Dubernat) : M.C. Victor
- Raymond Serra (VF : Robert Darmel) : Le barbier

Source et légende : Version française (V. F.) sur RS Doublage